# Sâm Mirhosseini
Sâm Mirhosseini né le 14 septembre 1979 à Téhéran, est un acteur, réalisateur et scénariste franco-iranien

## Biographie
Sâm Mirhosseini est né à Téhéran, mais à la suite de la guerre Iran-Irak, il passe les dix premières années de sa vie à Boushehr, ville portuaire iranienne, où son père, militaire dans l’Armée de l'air, est affecté. Il reste très marqué par les atrocité du conflit, les attaques aériennes et les bombardements.
À 12 ans, il se lance dans le sport de combat après avoir vu Jean-Claude Van Damme dans Kickboxer. Il quitte son pays à l'âge de 20 ans pour la Thaïlande afin de se perfectionner dans la boxe thaïe. En 2004, il est sacré champion de la fédération WMA[Quoi ?]. De 2005 à 2008, il vit en Roumanie afin de se rapprocher de l'Europe pour les tournois de K-1.
En 2008, lors de sa défaite en Malaisie au championnat WMC, il rencontre un capitaine de la Légion étrangère. Il abandonne alors le sport et s’engage dans ce corps de l'Armée de terre française. Deux ans plus tard, il résilie son contrat à la suite d'un désaccord avec ses supérieurs. Entre 2011 et 2014, il travaille comme scaphandrier.
En 2015, il fait ses débuts au cinéma dans Ni le ciel ni la terre, un drame fantastique franco-belge réalisé par Clément Cogitore. Ce rôle lui vaut une pré-sélection pour le César du meilleur espoir. Il joue ensuite des rôles secondaires dans Raid Dingue de Dany Boon, Cherchez la femme de Sou Abadi ou La Monnaie de leur pièce d'Anne Le Ny. Il fait également partie de la distribution des séries Patriot, de Steve Conrad, et Kepler(s).
En 2020, il passe à la réalisation avec Free Flow, un court-métrage inspiré de ses premières années de vie en France, avec Swann Arlaud pour partenaire.
En 2023, il joue dans le premier film réalisé par Woody Allen en français : Coup de chance.

## Filmographie

### Cinéma

#### Longs métrages
- 2015 : Ni le ciel ni la terre de Clément Cogitore : Khalil Khan
- 2017 : Raid dingue de Dany Boon : Ivan
- 2017 : Cherchez la femme de Sou Abadi : Abdullah
- 2017 : Embrasse-moi ! d'Océane-Rose-Marie et Cyprien Vial : le patient sportif
- 2017 : Les Fleurs amères (Bitter Flowers) d'Olivier Meys : le client de la prostituée
- 2018 : La Monnaie de leur pièce d'Anne Le Ny : Goran
- 2023 : Pour l'honneur de Philippe Guillard : Jawad
- 2023 : Anti-Squat de Nicolas Silhol : Marko
- 2023 : Coup de chance de Woody Allen : Dragos

#### Courts métrages
- 2017 : Un peu après minuit de Jean-Raymond Garcia et Anne-Marie Puga : l'homme du billard
- 2017 : Peau-rouge de Maya Haffar : le binôme
- 2020 : Free Flow de lui-même : Zak

### Réalisation et scénario
- 2020 : Free Flow

### Télévision

#### Séries télévisées
- 2016 : Léo Matteï, Brigade des mineurs, saison 3, épisode 4 Livrés à eux-mêmes de Ludovic Colbeau-Justin : Andreï
- 2016 : Loin de chez nous, épisode 4 Statu Quo de Frédéric Scotlande : un mercenaire
- 2016 : Baron noir, saison 2, épisode 2 Tourniquet de Ziad Doueiri : Fares Ouali El Done
- 2018 : Patriot, saison 2, cinq épisodes (2, 4, 5, 6, 7) de Steve Conrad : le chef de la sécurité
- 2018-2019 : Kepler(s) de Frédéric Schoendoerffer : lieutenant Joab

## Distinctions
- Festival Jean Carmet de Moulins 2015 : Prix du jury du meilleur second rôle masculin collectif pour Ni le ciel ni la terre (avec Swann Arlaud, Kévin Azaïs, Clément Bresson, Finnegan Oldfield et Marc Robert)
- César 2016 : présélection « Révélation » pour le César du meilleur espoir masculin[5] pour Ni le ciel ni la terre
- Festival La Ciotat Berceau du Cinéma 2021 : Mention spéciale du jury pour Free Flow